# Numerical Algorithms Group
Pour les articles homonymes, voir NAG.
Le Numerical Algorithms Group (NAG) est une entreprise de développement de logiciels mathématiques et statistiques. 

## Historique
Elle est née en 1970 au Royaume-Uni, comme projet collaboratif inter-universités, tout d'abord sous le nom de Nottingham Algorithms Group. Le groupe avait pour but de développer une bibliothèque regroupant de bons algorithmes numériques, pour les chercheurs des universités britanniques : la NAG Numerical Libray. Aujourd'hui il commercialise également un compilateur de Fortran.
Dans les années 1990, IBM a vendu au NAG son logiciel de calcul symbolique, Scratchpad, par la suite rebaptisé Axiom. Celui-ci a été rendu libre en 2001.